# Vartiosaari (ö i Södra Savolax, Nyslott, lat 62,00, long 29,49)
Vartiosaari är en ö i Finland. Den ligger i sjön Puruvesi och i kommunen Nyslott i  landskapet Södra Savolax, i den sydöstra delen av landet, 300 km nordost om huvudstaden Helsingfors. Öns area är 40,2 hektar och dess största längd är 1,3 kilometer i öst-västlig riktning.